# Comuna Curcani, Călărași
Curcani este o comună în județul Călărași, Muntenia, România, formată din satele Curcani (reședința) și Sălcioara.

## Așezare
Comuna se află la vărsarea râului Luica în Argeș, pe malul stâng Argeșului și pe ambele maluri ale Luicii; Luica formează în zona comunei lacul Curcani. Prin comuna Curcani trece șoseaua națională DN4, care leagă Oltenița de București, precum și calea ferată dintre cele două orașe, pe care este deservită de stația Curcani.

## Demografie
Componența etnică a comunei Curcani
     Români (62,03%)
     Romi (25,92%)
     Alte etnii (0,11%)
     Necunoscută (11,94%)
Componența confesională a comunei Curcani
     Ortodocși (87,55%)
     Alte religii (0,42%)
     Necunoscută (12,04%)
Conform recensământului efectuat în 2021, populația comunei Curcani se ridică la 5.301 locuitori, în scădere față de recensământul anterior din 2011, când fuseseră înregistrați 5.672 de locuitori. Majoritatea locuitorilor sunt români (62,03%), cu o minoritate de romi (25,92%), iar pentru 11,94% nu se cunoaște apartenența etnică. Din punct de vedere confesional, majoritatea locuitorilor sunt ortodocși (87,55%), iar pentru 12,04% nu se cunoaște apartenența confesională.

## Politică și administrație
Comuna Curcani este administrată de un primar și un consiliu local compus din 15 consilieri. Primarul, Aurel-Bogdan Popa[*], de la Partidul Național Liberal, este în funcție din 1 noiembrie 2024. Începând cu alegerile locale din 2024, consiliul local are următoarea componență pe partide politice:
|  | Partid                          | Consilieri | Componența Consiliului | Componența Consiliului | Componența Consiliului | Componența Consiliului | Componența Consiliului | Componența Consiliului | Componența Consiliului |
|  | ------------------------------- | ---------- | ---------------------- | ---------------------- | ---------------------- | ---------------------- | ---------------------- | ---------------------- | ---------------------- |
|  | Partidul Social Democrat        | 7          |                        |                        |                        |                        |                        |                        |                        |
|  | Partidul Național Liberal       | 7          |                        |                        |                        |                        |                        |                        |                        |
|  | Alianța pentru Unirea Românilor | 1          |                        |                        |                        |                        |                        |                        |                        |

## Istorie
Prima mențiune documentară este în 24 septembrie/6 octombrie 1878 când principele Carol I s-a deplasat împreună cu ministrul de război la Mitreni-Fundeni unde s-a înființat o comună nouă pe un domeniu al statului și unde au primit pământuri 800 de țărani tineri în virtutea unei legi vechi din 1864. Cu această ocazie, botează noua comună cu numele de Curcani al vitejilor săi dorobanți care au schimbat această poreclă într-un titlu de onoare.
La sfârșitul secolului al XIX-lea, comuna făcea parte din plasa Oltenița a județului Ilfov și avea în compunere doar satul de reședință, cu 790 de locuitori, ce trăiau în 159 de case și 28 de bordeie. În comună funcționau o biserică și o școală mixtă cu 21 de elevi (dintre care 3 fete). Anuarul Socec consemnează comuna în aceeași plasă, având în singurul ei sat o populație de 2085 de locuitori.
În 1950, comuna a trecut în administrarea raionului Oltenița din regiunea București, pentru ca în 1968 să revină la județul Ilfov, reînființat, atunci fiind consemnat pe teritoriul comunei și micul sat Sălcioara. În 1981, o reorganizare administrativă regională a dus la transferarea comunei la județul Călărași.

## Monumente istorice
Patru obiective din comuna Curcani sunt incluse în lista monumentelor istorice din județul Călărași ca monumente de interes local. Trei dintre ele sunt clasificate ca situri arheologice, toate trei în zona satului Sălcioara — o așezare din perioada Latène aflată în punctul „Moara”; o așezare din secolele al IV-lea–al III-lea î.e.n. aflată în punctul „Potcoava”; și o altă așezare din secolele al II-lea–I î.e.n. aflată în zona confluenței dintre Argeș și balta Topilele.
Al patrulea obiectiv, casa Filofteia Speriatu, ridicată la începutul secolului al XX-lea, se află în satul Curcani și este clasificată ca monument de arhitectură.